# Levi Black
La Levi Black è una pista sciistica situata a Levi, in Finlandia. Sul pendio, che si snoda sul monte omonimo, si svolgono annualmente gare di slalom speciale, sia maschili sia femminili, della Coppa del Mondo di sci alpino, a partire dalla stagione 2003-2004.

## Tracciato
La prima parte del tracciato presenta pendenze abbastanza dolci, negli ultimi anni sono stati costruiti alcuni dossi artificiali (uno dei quali costringe gli atleti a un vero e proprio salto, sul quale è importante arrivare con la giusta direzione per affrontare la porta successiva con la linea corretta) per innalzare il livello tecnico della pista. Nella seconda parte le pendenze diventano più pronunciate in corrispondenza di un muro (tratto molto ripido) lungo una decina di porte, prima di giungere sull'ultimo dosso che precede il pianoro finale. Nell'edizione 2020 i dossi sono stati smussati, rendendo il tracciato più regolare e filante. 
Una delle insidie principali è rappresentata dalla visibilità spesso scarsa, sia per le frequenti foschie, sia per le condizioni di notte polare che si incontrano oltre il Circolo polare artico a fine novembre, periodo in cui tradizionalmente si svolgono le gare. Solitamente, la prima manche coincide con l'alba, la seconda con il tramonto ed è illuminata da fari artificiali.

## Podi
Di seguito sono riportati i podi relativi alle gare di Coppa del Mondo che si sono tenute sulla Levi Black.

### Uomini
Lo sciatore più vincente è l'austriaco Marcel Hirscher, che si è imposto tre volte.

#### Slalom speciale
| Data             | Competizione         | Primo                | Secondo              | Terzo                |
| ---------------- | -------------------- | -------------------- | -------------------- | -------------------- |
| 12 novembre 2006 | Coppa del Mondo 2007 | Benjamin Raich       | Markus Larsson       | Giorgio Rocca        |
| 11 novembre 2007 | Coppa del Mondo 2008 | annullato            | annullato            | annullato            |
| 16 novembre 2008 | Coppa del Mondo 2009 | Jean-Baptiste Grange | Bode Miller          | Mario Matt           |
| 15 novembre 2009 | Coppa del Mondo 2010 | Reinfried Herbst     | Ivica Kostelić       | Jean-Baptiste Grange |
| 14 novembre 2010 | Coppa del Mondo 2011 | Jean-Baptiste Grange | André Myhrer         | Ivica Kostelić       |
| 13 novembre 2011 | Coppa del Mondo 2012 | annullato            | annullato            | annullato            |
| 11 novembre 2012 | Coppa del Mondo 2013 | André Myhrer         | Marcel Hirscher      | Jens Byggmark        |
| 17 novembre 2013 | Coppa del Mondo 2014 | Marcel Hirscher      | Mario Matt           | Henrik Kristoffersen |
| 16 novembre 2014 | Coppa del Mondo 2015 | Henrik Kristoffersen | Marcel Hirscher      | Felix Neureuther     |
| 15 novembre 2015 | Coppa del Mondo 2016 | annullato            | annullato            | annullato            |
| 13 novembre 2016 | Coppa del Mondo 2017 | Marcel Hirscher      | Michael Matt         | Manfred Mölgg        |
| 12 novembre 2017 | Coppa del Mondo 2018 | Felix Neureuther     | Henrik Kristoffersen | Mattias Hargin       |
| 18 novembre 2018 | Coppa del Mondo 2019 | Marcel Hirscher      | Henrik Kristoffersen | André Myhrer         |
| 24 novembre 2019 | Coppa del Mondo 2020 | Henrik Kristoffersen | Clément Noël         | Daniel Yule          |
| 22 novembre 2020 | Coppa del Mondo 2021 | annullato            | annullato            | annullato            |
| 17 novembre 2024 | Coppa del Mondo 2025 | Clément Noël         | Henrik Kristoffersen | Loïc Meillard        |

### Donne
La sciatrice più vincente è la statunitense Mikaela Shiffrin, che si è imposta otto volte, seguita con 6 vittorie dalla slovacca Petra Vlhová. Sono loro due ad aver vinto proprio gli ultimi 12 slalom disputati sulla Levi Black.

#### Slalom speciale
| Data             | Competizione         | Prima            | Seconda               | Terza                 |
| ---------------- | -------------------- | ---------------- | --------------------- | --------------------- |
| 28 febbraio 2004 | Coppa del Mondo 2004 | Tanja Poutiainen | Elisabeth Görgl       | Maria Riesch          |
| 29 febbraio 2004 | Coppa del Mondo 2004 | Maria Riesch     | Elisabeth Görgl       | Martina Ertl          |
| 2004-2005        | non disputato        | non disputato    | non disputato         | non disputato         |
| 10 marzo 2006    | Coppa del Mondo 2006 | Anja Pärson      | Janica Kostelić       | Nicole Hosp           |
| 11 marzo 2006    | Coppa del Mondo 2006 | Janica Kostelić  | Anja Pärson           | Kathrin Zettel        |
| 12 novembre 2006 | Coppa del Mondo 2007 | Marlies Schild   | Kathrin Zettel        | Nicole Hosp           |
| 10 novembre 2007 | Coppa del Mondo 2008 | annullato        | annullato             | annullato             |
| 15 novembre 2008 | Coppa del Mondo 2009 | Lindsey Vonn     | Maria Pietilä Holmner | Maria Riesch          |
| 14 novembre 2009 | Coppa del Mondo 2010 | Maria Riesch     | Lindsey Vonn          | Tanja Poutiainen      |
| 13 novembre 2010 | Coppa del Mondo 2011 | Marlies Schild   | Maria Riesch          | Tanja Poutiainen      |
| 12 novembre 2011 | Coppa del Mondo 2012 | annullato        | annullato             | annullato             |
| 10 novembre 2012 | Coppa del Mondo 2013 | Maria Riesch     | Tanja Poutiainen      | Mikaela Shiffrin      |
| 16 novembre 2013 | Coppa del Mondo 2014 | Mikaela Shiffrin | Maria Riesch          | Tina Maze             |
| 15 novembre 2014 | Coppa del Mondo 2015 | Tina Maze        | Frida Hansdotter      | Kathrin Zettel        |
| 14 novembre 2015 | Coppa del Mondo 2016 | annullato        | annullato             | annullato             |
| 12 novembre 2016 | Coppa del Mondo 2017 | Mikaela Shiffrin | Wendy Holdener        | Petra Vlhová          |
| 11 novembre 2017 | Coppa del Mondo 2018 | Petra Vlhová     | Mikaela Shiffrin      | Wendy Holdener        |
| 17 novembre 2018 | Coppa del Mondo 2019 | Mikaela Shiffrin | Petra Vlhová          | Bernadette Schild     |
| 23 novembre 2019 | Coppa del Mondo 2020 | Mikaela Shiffrin | Wendy Holdener        | Katharina Truppe      |
| 21 novembre 2020 | Coppa del Mondo 2021 | Petra Vlhová     | Mikaela Shiffrin      | Katharina Liensberger |
| 22 novembre 2020 | Coppa del Mondo 2021 | Petra Vlhová     | Michelle Gisin        | Katharina Liensberger |
| 20 novembre 2021 | Coppa del Mondo 2022 | Petra Vlhová     | Mikaela Shiffrin      | Lena Dürr             |
| 21 novembre 2021 | Coppa del Mondo 2022 | Petra Vlhová     | Mikaela Shiffrin      | Lena Dürr             |
| 19 novembre 2022 | Coppa del Mondo 2023 | Mikaela Shiffrin | Anna Swenn Larsson    | Petra Vlhová          |
| 20 novembre 2022 | Coppa del Mondo 2023 | Mikaela Shiffrin | Wendy Holdener        | Petra Vlhová          |
| 11 novembre 2023 | Coppa del Mondo 2024 | Petra Vlhová     | Lena Dürr             | Katharina Liensberger |
| 12 novembre 2023 | Coppa del Mondo 2024 | Mikaela Shiffrin | Leona Popović         | Lena Dürr             |
| 16 novembre 2024 | Coppa del Mondo 2025 | Mikaela Shiffrin | Katharina Liensberger | Lena Dürr             |